# Джума-мечеть (Габала)
Мечеть Джума — историко-архитектурный памятник XIX—XX веков, расположенный в городе Габала Азербайджана.
Данная мечеть внесена в список недвижимых памятников истории и культуры местного значения постановлением Кабинета Министров Азербайджанской Республики № 132 от 2 августа 2001 года.

## Общая информация

### Первые годы
Строительство мечети Джума было начато в 1898 году. Мечеть возведена в городе Габала при содействии местного населения и под руководством усты (мастера) Салама из Шеки. При её сооружении были использованы обожжённый кирпич, речной камень и древесина из местных лесов. Деревянные материалы для внутренней отделки и кровли здания прислал известный меценат Гаджи Зейналабдин Тагиев в качестве поддержки строительства мечети. В сборе необходимых средств участвовал один из благотворителей Габалы — Гаджи Мухаммед. Также определённую помощь в строительстве оказало Закавказское духовное управление. Внутренняя площадь здания составляет 42×20 метров. У мечети нет купола, а её минарет, имеющий круглую форму, выложен из обожжённого кирпича. Купол минарета покрыт белым железным листом и имеет восьмигранную форму. Крыша мечети также покрыта белыми железными листами. Официально мечеть была открыта для верующих в 1906 году.

### Период советской власти
После советской оккупации в Азербайджане с 1928 года началась официальная кампания по борьбе с религией. В декабре того же года ЦК Компартии Азербайджана передал множество мечетей, церквей и синагог на баланс домов культуры для использования в просветительских целях. Если в 1917 году в Азербайджане насчитывалось 3000 мечетей, то к 1927 году это число уменьшилось до 1700, в 1928 году — до 1369, а к 1933 году всего до 17. Мечеть Джума в Габале в этот период также была закрыта для богослужений. Всё её имущество конфисковали, а религиозную и научную литературу, имевшуюся в здании, сожгли. Некоторое время в этом помещении проводили судебные заседания, позже там разместили клуб. В 1983—1985 годах Управление научно-реставрационных производственных работ Министерства культуры Азербайджанской ССР провело в мечети ремонтно-реставрационные работы. После реконструкции в здании начал действовать Габалинский историко-краеведческий музей.

### После обретения независимости
После восстановления независимости Азербайджана мечеть была включена в список недвижимых памятников истории и культуры местного значения постановлением Кабинета Министров Азербайджанской Республики № 132 от 2 августа 2001 года.
В 2004 году здание мечети было освобождено от прежнего использования и подверглось капитальному ремонту. В 2005 году мечеть вновь открылась для верующих.
При мечети действует зарегистрированная государственными органами религиозная община.